# Vâlcelele (Buzău)
Vâlcelele é uma comuna romena localizada no distrito de Buzău, na região de Muntênia. A comuna possui uma área de 47.70 km² e sua população era de 1627 habitantes segundo o censo de 2007.